# 3774 Megumi
A 3774 Megumi (ideiglenes jelöléssel 1987 YC) a Naprendszer kisbolygóövében található aszteroida. Kojima T. fedezte fel 1987. december 20-án.